# Lemonia
Lemonia ist ein weiblicher Vorname.

## Aussprache
Betonung in Deutschland gewöhnlich auf der zweiten Silbe, in Griechenland auf der zweiten (Λεμονια), der dritten von dann vier ausgesprochenen Silben (Lemonía) oder am Wortende dreisilbig (Λεμονιά) (Lemon-yá).

## Herkunft und Bedeutung des Namens
Griechenland. 
Bezug: Λεμονιά (gr.) = Zitronenbaum. Limone, kleine Limone

## Verbreitung
In Deutschland bei deutschen Bewohnern sehr selten, häufiger unter griechischen Mitbewohnern. In Griechenland verbreitet. Lemonia (LEM) war einer von 35 größeren Abteilungen der römischen Bürgerschaft am Ende der späten Römischen Republik.

## Namenstag

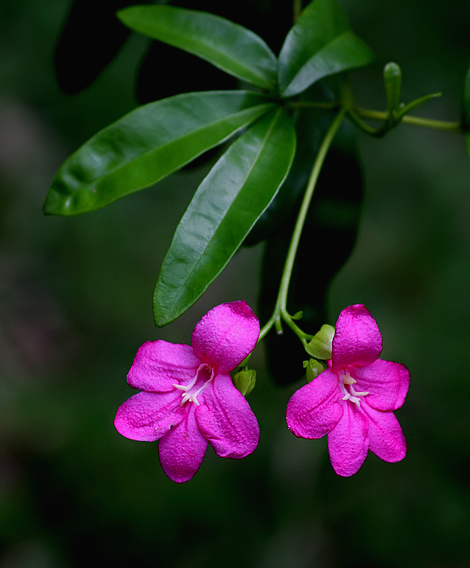
Lemonia spectabilis

21. November

## Varianten
- Limonia

## Namensträger
- Lemonia Yannaridou griechische Schauspielerin (Sotiria)
- Lemonia Tsaroucha, Legal Officer EU
- Marcus Caelius. T. f. (Sohn des Titus) Lemonia Bononia,  römischer Centurio der 18. Legion aus der Bürgerschaftsabteilung Lemonia von Bononia[3]
- Lemonia Leyendecker Moderatorin Charivari  95.5 München[4]

## Name in weiteren Verwendungen
- Figur im Spielfilm Corellis Mandoline mit Nicolas Cage und Penélope Cruz (Captain Corelli`s Mandolin)
- Lemonia Grove Historic Garden, Corona (Kalifornien), der einstigen "Lemon capital of the world"
- Lemonia spectabilis (auch: Ravenia spectabilis), Blütenpflanze, Familie der Rautengewächse, darunter auch Zitruspflanzen
- Lemonia Schmetterlingsgattung (Wiesenspinner)
- Feronia Lemonia, auch Limonia acidissima oder Kawis, Indischer Waldapfel, kleiner Laubbaum des indischen Subkontinents (Bild)
- Limoniidae, Familie der Stelzmücken